# Ballinasloe
Cet article possède un paronyme, voir Ballina.
Ballinasloe (Béal Átha na Slua en irlandais) est une ville du comté de Galway en république d'Irlande, située à l'ouest de Dublin à 60 km de Galway.
La ville de Ballinasloe ainsi que ses environs comptent plus de 6 600 habitants. Ballinasloe est connue dans toute l'Europe en raison de sa foire aux chevaux, organisée traditionnellement le premier week-end d'octobre.

## Jumelage
- Chalonnes-sur-Loire (France) depuis 1991
Le jumelage entre Chalonnes-sur-Loire, une commune française, située dans le département de Maine-et-Loire et la région Pays de la Loire, et Ballinasloe a été signé en Irlande en 1991. Le nom de Ballinasloe a été donné à une rue de Chalonnes-sur-Loire[1].